# Spoorlijn Fives - Baisieux

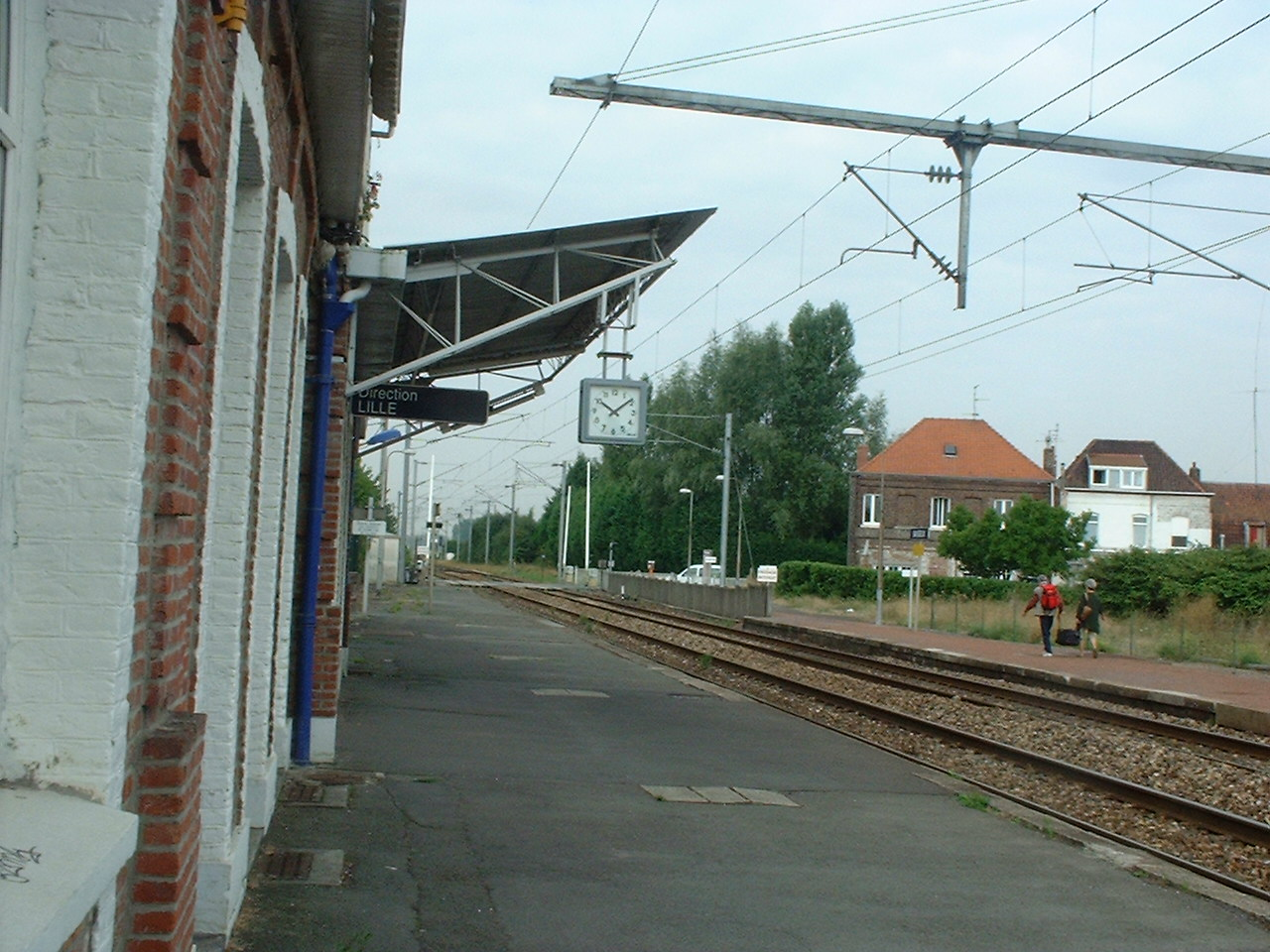
Het station van Baisieux, gezien in de richting Lille

De spoorlijn Fives - Baisieux is een Franse spoorlijn die Fives via Baisieux met België verbindt. De lijn is 14,6 km lang en heeft lijnnummer 269 000.

## Geschiedenis
Deze spoorlijn werd door de Compagnie des chemins de fer du Nord geopend op 1 december 1865. 

## Treindiensten
De nachttreinen Brussel - Londen reden vroeger langs deze lijn en de rechtstreekse buurlandtreinen Brussel - Rijsel. Zolang het Belgische deel van de hogesnelheidslijn nog niet klaar was reden ook de Eurostar-treinen over deze spoorlijn. Thans verzorgen de NMBS en SNCF het personenvervoer met IC / TER treinen. Daarnaast wordt de lijn als omleidingsroute gebruikt door internationale diensten van Thalys.
| Serie         | Treinsoort      | Route                    | Bijzonderheden |
| ------------- | --------------- | ------------------------ | -------------- |
| P 81 IC 19900 | TER (SNCF/NMBS) | Lille-Flandres – Doornik |                |

## Aansluitingen
In de volgende plaatsen is of was er een aansluiting op de volgende spoorlijnen:
Fives
RFN 267 000, spoorlijn tussen Fives en Hirson
RFN 272 000, spoorlijn tussen Paris Nord en Lille
RFN 278 000, spoorlijn tussen Fives en Moeskroen (grens)
RFN 289 000, spoorlijn tussen Fives en Abbeville
aansluiting Atelier-Est
RFN 266 300, raccordement van Lezennes
Ascq
RFN 268 000, spoorlijn tussen Somain en Halluin
Baisieux
Spoorlijn 94 tussen Halle en Blandain

## Elektrische tractie
Het traject werd in 1993 geëlektrificeerd met een wisselspanning van 25.000 volt.